# Pseudoperomyia hondoensis
Pseudoperomyia hondoensis är en tvåvingeart som beskrevs av Jaschhof 2000. Pseudoperomyia hondoensis ingår i släktet Pseudoperomyia och familjen gallmyggor. Inga underarter finns listade i Catalogue of Life.